# Hormigueros
Hormigueros – miasto w Portoryko. Według danych szacunkowych na rok 2000 liczy 17 320 mieszkańców. Jest siedzibą gminy Hormigueros. Burmistrzem miasta jest Hon. Pedro Garcia. Zostało założone w 1874.